# مقاطعة شيريدان (كانساس)
مقاطعة شيريدان (بالإنجليزية: Sheridan County)‏ هي إحدى المقاطعات في ولاية كانساس، الولايات المتحدة الأمريكية.